# Anna d'Asburgo (duchessa 1280)
Anna d'Asburgo (1280 – Breslavia, 19 marzo 1328) era la figlia primogenita di Alberto I d'Asburgo e di Elisabetta di Tirolo-Gorizia.

## Biografia
Sposò in prime nozze a Graz, nel settembre del 1295, Ermanno, margravio di Brandeburgo, che morì nel gennaio 1308. Nel 1310 Anna si risposò con Enrico VI di Slesia (detto "il Buono"), duca di Breslavia.

## Fratelli e sorelle
- Agnese (18 maggio 1281 - 10 giugno 1364)
- Rodolfo III (ca. 1282 - 4 luglio 1307), Re di Boemia
- Elisabetta (1285 - 19 maggio 1352)
- Federico il Bello d'Asburgo (1289 - 13 gennaio 1330), rex Romanorum e coreggente del Sacro Romano Impero
- Leopoldo I (4 agosto 1290 - 28 febbraio 1326), Duca d'Austria
- Caterina (ottobre 1295 - 18 gennaio 1323)
- Alberto II (12 dicembre 1298 - 20 luglio 1358), Duca d'Austria
- Enrico il Gioioso (1299 - 3 febbraio 1327), Duca d'Austria
- Mainardo (1300-1301)
- Otto il Gioioso (23 luglio 1301 - 17 febbraio 1339), Duca d'Austria
- Guta (1302 - marzo 1329)

## Ascendenza
|                               |                              |                            | Genitori                 |  |  | Nonni |  |  | Bisnonni             |  |  | Trisnonni          |  |
|                               |                              |                            |                          |  |  |       |  |  | Alberto IV il Saggio |  |  | Rodolfo il Vecchio |  |
|                               |                              |                            |                          |  |  |       |  |  | Alberto IV il Saggio |  |  | Rodolfo il Vecchio |  |
|                               |                              | Agnese di Staufen          |                          |  |  |       |  |  | Alberto IV il Saggio |  |  |                    |  |
| Rodolfo I d'Asburgo           |                              |                            |                          |  |  |       |  |  | Alberto IV il Saggio |  |  |                    |  |
|                               |                              | Edwige di Kyburg           | …                        |  |  |       |  |  |                      |  |  |                    |  |
|                               |                              | Edwige di Kyburg           | …                        |  |  |       |  |  |                      |  |  |                    |  |
|                               |                              | Edwige di Kyburg           | …                        |  |  |       |  |  |                      |  |  |                    |  |
| Alberto I d'Asburgo           |                              | Edwige di Kyburg           |                          |  |  |       |  |  |                      |  |  |                    |  |
|                               |                              | Burcardo V di Hohenberg    | Burcardo IV di Hohenberg |  |  |       |  |  |                      |  |  |                    |  |
|                               |                              | Burcardo V di Hohenberg    | Burcardo IV di Hohenberg |  |  |       |  |  |                      |  |  |                    |  |
|                               |                              | Burcardo V di Hohenberg    | Valpurga di Aichelberg   |  |  |       |  |  |                      |  |  |                    |  |
| Gertrude di Hohenberg         |                              | Burcardo V di Hohenberg    |                          |  |  |       |  |  |                      |  |  |                    |  |
|                               |                              | Matilde di Tubinga         | Rodolfo II di Tubinga    |  |  |       |  |  |                      |  |  |                    |  |
|                               |                              | Matilde di Tubinga         | Rodolfo II di Tubinga    |  |  |       |  |  |                      |  |  |                    |  |
|                               |                              | Matilde di Tubinga         | ? di Ronsberg            |  |  |       |  |  |                      |  |  |                    |  |
| Anna d'Asburgo                |                              | Matilde di Tubinga         |                          |  |  |       |  |  |                      |  |  |                    |  |
|                               | Mainardo I di Tirolo-Gorizia | Enghelberto III di Gorizia |                          |  |  |       |  |  |                      |  |  |                    |  |
|                               | Mainardo I di Tirolo-Gorizia | Enghelberto III di Gorizia |                          |  |  |       |  |  |                      |  |  |                    |  |
|                               | Mainardo I di Tirolo-Gorizia | Matilde di Andechs         |                          |  |  |       |  |  |                      |  |  |                    |  |
| Mainardo II di Tirolo-Gorizia | Mainardo I di Tirolo-Gorizia |                            |                          |  |  |       |  |  |                      |  |  |                    |  |
|                               |                              | Adelaide del Tirolo        | Alberto III di Tirolo    |  |  |       |  |  |                      |  |  |                    |  |
|                               |                              | Adelaide del Tirolo        | Alberto III di Tirolo    |  |  |       |  |  |                      |  |  |                    |  |
|                               |                              | Adelaide del Tirolo        | Uta di Frontenhausen     |  |  |       |  |  |                      |  |  |                    |  |
| Elisabetta di Tirolo-Gorizia  |                              | Adelaide del Tirolo        |                          |  |  |       |  |  |                      |  |  |                    |  |
|                               |                              | Ottone II di Baviera       | Ludovico I di Baviera    |  |  |       |  |  |                      |  |  |                    |  |
|                               |                              | Ottone II di Baviera       | Ludovico I di Baviera    |  |  |       |  |  |                      |  |  |                    |  |
|                               |                              | Ottone II di Baviera       | Ludmilla di Boemia       |  |  |       |  |  |                      |  |  |                    |  |
| Elisabetta di Baviera         |                              | Ottone II di Baviera       |                          |  |  |       |  |  |                      |  |  |                    |  |
|                               |                              | Agnese del Palatinato      | Enrico V del Palatinato  |  |  |       |  |  |                      |  |  |                    |  |
|                               |                              | Agnese del Palatinato      | Enrico V del Palatinato  |  |  |       |  |  |                      |  |  |                    |  |
|                               |                              | Agnese del Palatinato      | Agnese di Hohenstaufen   |  |  |       |  |  |                      |  |  |                    |  |
|                               |                              | Agnese del Palatinato      |                          |  |  |       |  |  |                      |  |  |                    |  |